# Джеймс, Крис (футболист)
Крис Джеймс (англ. Chris James; 4 июля 1987, Веллингтон) — новозеландский и английский футболист, полузащитник. Выступал за сборную Новой Зеландии.

## Биография

### Клубная карьера
Родился в столице Новой Зеландии — городе Веллингтоне, однако является воспитанником английского клуба «Фулхэм». Профессиональную карьеру начинал в финском клубе «Тампере Юнайтед», за который сыграл 19 матчей и забил 4 гола в чемпионате Финляндии. В 2010 году сыграл 2 матча за «Барнет» в английской Лиге 2. Затем на два года уехал в Австралию, где выступал за «АПИА Лейхардт» в Премье-лиге Нового Южного Уэльса. В 2012 году вернулся в Финляндию и в течение двух лет выступал в высшей лиге за «КуПС». Сезон 2014/15 отыграл в любительской лиге Франции за клуб «Седан». В 2015-16 годах вновь выступал в Финляндии, но уже в клубах Юккёнена ЕИФ и «Хака». В 2017-18 годах выступал в США за «Колорадо-Спрингс Суитчбакс» и родной Новой Зеландии, где провёл 3 матча за «Истерн Сабербз». В очередной раз вернулся в Финляндию в 2018 году в клуб КТП. 
В 2019 году Джеймс получил тренерскую лицензию «В» и в ноябре того же года стал тренером юношеской команды (до 14 лет) в клубе ХИК. Параллельно продолжил игровую карьеру в фарм-клубе ХИКа «Клуби 04», за который выступал до 2021 года.

### Карьера в сборной
В начале карьеры выступал за юношеские сборные Англии. В составе сборной до 17 лет принимал участие в чемпионате Европы 2004, на котором Англия заняла четвёртое место.
Позже сменил футбольное гражданство на новозеландское. В 2007 году был в заявке Новой Зеландии на молодёжный чемпионат мира 2007. Годом ранее, 4 июня 2006 года Джеймс дебютировал за основную сборную Новой Зеландии в товарищеском матче со сборной Бразилии. В 2007-08 годах принимал участие в Кубке наций ОФК, победителем которого стала Новая Зеландия. В 2009 году попал в заявку сборной на Кубок конфедераций 2009, где сыграл в двух стартовых матчах с Испанией и ЮАР, но в последнем матче против Ирака остался на скамейке запасных. В следующий раз был вызван в сборную в сентябре 2013 года. В ноябре он принял участие в межконтинентальных стыковых матчах со сборной Мексики и отметился забитыми голами в обеих встречах, но по сумме двух матчей Новая Зеландия уступила со счётом 3:9 и не попала на чемпионат мира 2014. В последний раз сыграл за сборную 8 сентября 2014 года в товарищеском матче против Узбекистана.

## Достижения
«Седан»
- Победитель лиги Насьональ 2 (группа А): 2014/15

«Клуби 04»
- Победитель лиги Какконен (группа Б): 2020

 Новая Зеландия
- Обладатель Кубка наций ОФК: 2008